# Joseph Draper
Joseph Draper (* 25. Dezember 1794 im Wythe County, Virginia; † 10. Juni 1834 in Wytheville, Virginia) war ein US-amerikanischer Politiker. Zwischen 1830 und 1833 vertrat er zweimal den Bundesstaat Virginia im US-Repräsentantenhaus.

## Werdegang
Der im heutigen Pulaski County geborene Joseph Draper besuchte private Schulen. Nach einem anschließenden Jurastudium und seiner 1818 erfolgten Zulassung als Rechtsanwalt begann er in Wytheville in diesem Beruf zu arbeiten. Er nahm als einfacher Soldat am Britisch-Amerikanischen Krieg von 1812 teil. In den 1820er Jahren schloss er sich der Bewegung um den späteren Präsidenten Andrew Jackson an und wurde Mitglied der von diesem 1828 gegründeten Demokratischen Partei. Zwischen 1828 und 1830 saß er im Senat von Virginia.
Nach dem Tod des Abgeordneten Alexander Smyth wurde Draper bei der fälligen Nachwahl für den 22. Sitz von Virginia als dessen Nachfolger in das US-Repräsentantenhaus in Washington, D.C. gewählt, wo er am 6. Dezember 1830 sein neues Mandat antrat. Bei den regulären Kongresswahlen des Jahres 1830 verlor er gegen Charles Clement Johnston. Er legte erfolglos Widerspruch gegen den Wahlausgang ein. Damit musste er am 4. März 1831 sein Mandat an Johnston abtreten. Nach dessen Tod wurde Draper bei der Nachwahl dann als dessen Nachfolger erneut in den Kongress gewählt, wo er zwischen dem 6. Dezember 1832 und dem 3. März 1833 die laufende Legislaturperiode beendete. Im Jahr 1832 verzichtete er auf eine erneute Kandidatur. Seit dem Amtsantritt von Präsident Jackson im Jahr 1829 wurde innerhalb und außerhalb des Kongresses heftig über dessen Politik diskutiert. Dabei ging es um die umstrittene Durchsetzung des Indian Removal Act, den Konflikt mit dem Staat South Carolina, der in der Nullifikationskrise gipfelte, und die Bankenpolitik des Präsidenten.
Nach dem Ende seiner Zeit im US-Repräsentantenhaus praktizierte Joseph Draper wieder als Anwalt. Er starb am 10. Juni 1834 in Wytheville.